# Classic de l'Ardèche 2019
La 19e édition de la Classic Sud Ardèche a lieu le 2 mars 2019. Elle fait partie du calendrier UCI Europe Tour 2019 en catégorie 1.1, et est remportée par Lilian Calmejane.

## Présentation

### Équipes
Classée en catégorie 1.1 de l'UCI Europe Tour, la Classic de l'Ardèche est par conséquent ouverte aux WorldTeams dans la limite de 50 % des équipes participantes, aux équipes continentales professionnelles, aux équipes continentales et aux équipes nationales.
Dix-neuf équipes participent à cette Classic Sud Ardèche : deux WorldTeams, seize équipes continentales professionnelles et une équipe continentale.
| WorldTeams (2)- AG2R La Mondiale - Groupama-FDJ Équipes continentales professionnelles (16)- Direct Énergie - Arkéa-Samsic - Cofidis, Solutions Crédits - Vital Concept-B&B Hotels - Androni Giocattoli-Sidermec - Wallonie Bruxelles - Roompot-Charles - Wanty-Groupe Gobert - Delko-Marseille Provence - Neri Sottoli-Selle Italia-KTM - Caja Rural-Seguros RGA - Israel Cycling Academy - Rally UHC Cycling - Riwal Readynez - Euskadi Basque Country-Murias - Burgos-BH Équipe continentale- Saint Michel-Auber 93 |
| |

### Récit de la course
Quentin Pacher attaque dans les coteaux de Cornas. Il est repris par le groupe de favoris au début de l'ascension du Val-d'Enfer. Alexis Vuillermoz tente à son tour d'attaquer dans la côte, mais il est repris avant le sommet par Lilian Calmejane qui s'en va jusqu'à l'arrivée avec quelques secondes d'avance.

## Classements

### Classement final
| \| Classement général \| Classement général \| Classement général \| Classement général \| Classement général \| \| Coureur \| Coureur \| Pays \| Équipe \| Temps \| \| ------------------ \| -------------------- \| ------------------ \| ----------------------------- \| ------------------ \| \| 1er \| Lilian Calmejane \| France \| Direct Énergie \| 5 h 23 min 59 s \| \| 2e \| Valentin Madouas \| France \| Groupama-FDJ \| + 4 s \| \| 3e \| Odd Christian Eiking \| Norvège \| Wanty-Gobert \| + 4 s \| \| 4e \| Romain Bardet \| France \| AG2R La Mondiale \| + 4 s \| \| 5e \| Pieter Weening \| Pays-Bas \| Roompot-Charles \| + 4 s \| \| 6e \| Patrick Müller \| Suisse \| Vital Concept-B&B Hotels \| + 4 s \| \| 7e \| Alexis Vuillermoz \| France \| AG2R La Mondiale \| + 4 s \| \| 8e \| Guillaume Martin \| France \| Wanty-Gobert \| + 4 s \| \| 9e \| Garikoitz Bravo \| Espagne \| Euskadi Basque Country-Murias \| + 4 s \| \| 10e \| Nicolas Edet \| France \| Cofidis, Solutions Crédits \| + 4 s \| |                      |          |                               |                 |
| |                      |          |                               |                 |
| Source : ProCyclingStats |                      |          |                               |                 |
| Classement général |                      |          |                               |                 |
| Coureur | Coureur              | Pays     | Équipe                        | Temps           |
| 1er | Lilian Calmejane     | France   | Direct Énergie                | 5 h 23 min 59 s |
| 2e | Valentin Madouas     | France   | Groupama-FDJ                  | + 4 s           |
| 3e | Odd Christian Eiking | Norvège  | Wanty-Gobert                  | + 4 s           |
| 4e | Romain Bardet        | France   | AG2R La Mondiale              | + 4 s           |
| 5e | Pieter Weening       | Pays-Bas | Roompot-Charles               | + 4 s           |
| 6e | Patrick Müller       | Suisse   | Vital Concept-B&B Hotels      | + 4 s           |
| 7e | Alexis Vuillermoz    | France   | AG2R La Mondiale              | + 4 s           |
| 8e | Guillaume Martin     | France   | Wanty-Gobert                  | + 4 s           |
| 9e | Garikoitz Bravo      | Espagne  | Euskadi Basque Country-Murias | + 4 s           |
| 10e | Nicolas Edet         | France   | Cofidis, Solutions Crédits    | + 4 s           |